# Mochizuki Ryuji
Ryuji Mochizuki (sinh ngày 6 tháng 9 năm 1988) là một cầu thủ bóng đá người Nhật Bản.

## Sự nghiệp câu lạc bộ
Ryuji Mochizuki đã từng chơi cho Fujieda MYFC.